# Рамалла
Рамáлла (араб. رام الله رام اللهⓘ івр. רמאללה) —  палестинське місто в центральній частині Західного берега річки Йордан, що примикає до Ель-Біри. Розташований за 13 км на північ від Єрусалиму. 
Населення — 43,8 тис. мешканців.

## Історія
В епоху Суддів Рамалла називалася Рама і була духовним центром Ізраїлю, тут розташовувалася резиденція судді Самуїла (1Цар 7:17).

### Рання історія
Сучасна Рамалла була заснована в середині 1500-х Гаддадінами, племенем братів, що вело свій рід від ґассанідських християнських арабів. Гаддадіни, проваджені Рашедом Гаддадіном, прибули зі східного боку ріки Йордан, з околиць сучасного йорданського міста Шобак. Імміграція Гаддадінів пояснюється боротьбою та заворушеннями серед кланів на тих землях.
Згідно з місцевою легендою, Сабрі Гаддадін, брат Рашеда приймав в гостях еміра Ібн Кайсума, голову могутнього мусульманського клану в регіоні, коли дружина Сабрі народила дівчинку. Згідно зі звичаєм емір запропонував заручити її зі своїм новонародженим сином, коли вони досягнуть зрілого віку. Сабрі подумав, що пропозиція була поверхневим жестом, оскільки мусульмансько-християнські шлюби не були звичними. І коли емір пізніше прийшов до Гаддадінів і вимагав виконання їхньої обіцянки, вони відмовили. Це започаткувало криваву війну між двома сім'ями. Гаддадіни втекли на захід і поселилися на вершинах пагорбів Рамалли, де жили лише декілька мусульманських сімей на той час. Сьогодні[коли?] велика спільнота людей, що походять від Гаддадінів, живуть у США. На сьогодні Рамалла переважно мусульманська. Кількість християн становить менше як 5% .

### Сучасна хронологія
- У травні 2002 року ізраїльські війська були виведені з Рамалли[16]
- В Рамаллі був в 2004 році похований терористичний лідер Ясир Арафат, де довгий час містилася його резиденція[17]
- У 2005 році меркою Рамалли стала жінка-християнка[18]